# Marisa Miller
Marisa Lee Miller, geboren als Marisa Lee Bertetta, (Santa Cruz (Californië), 6 augustus 1978) is een Amerikaans supermodel.

## Biografie
Miller is vooral bekend van haar optredens in de Sports Illustrated Swimsuit-edities en haar werk voor Victoria's Secret. Na een shoot met fotograaf Mario Testino voor onder andere modeblad Vogue, begon Miller te werken voor beide bedrijven in 2002. In 2007 werd ze lid van de "Angel"-groep bij Victoria's Secret. In 2008 stond ze op de cover van de Sports Illustrated Swimsuit-editie. Het nummer beleefde een recordverkoop.

### Privéleven
Ze was van 2000 tot 2002 getrouwd met Jim Miller. Na de scheiding hield ze zijn achternaam aan. Op 15 april 2006 trouwde ze met muziekproducent Griffin Guess. Ze beviel in mei 2015 van haar tweede zoon.

## Afbeeldingen

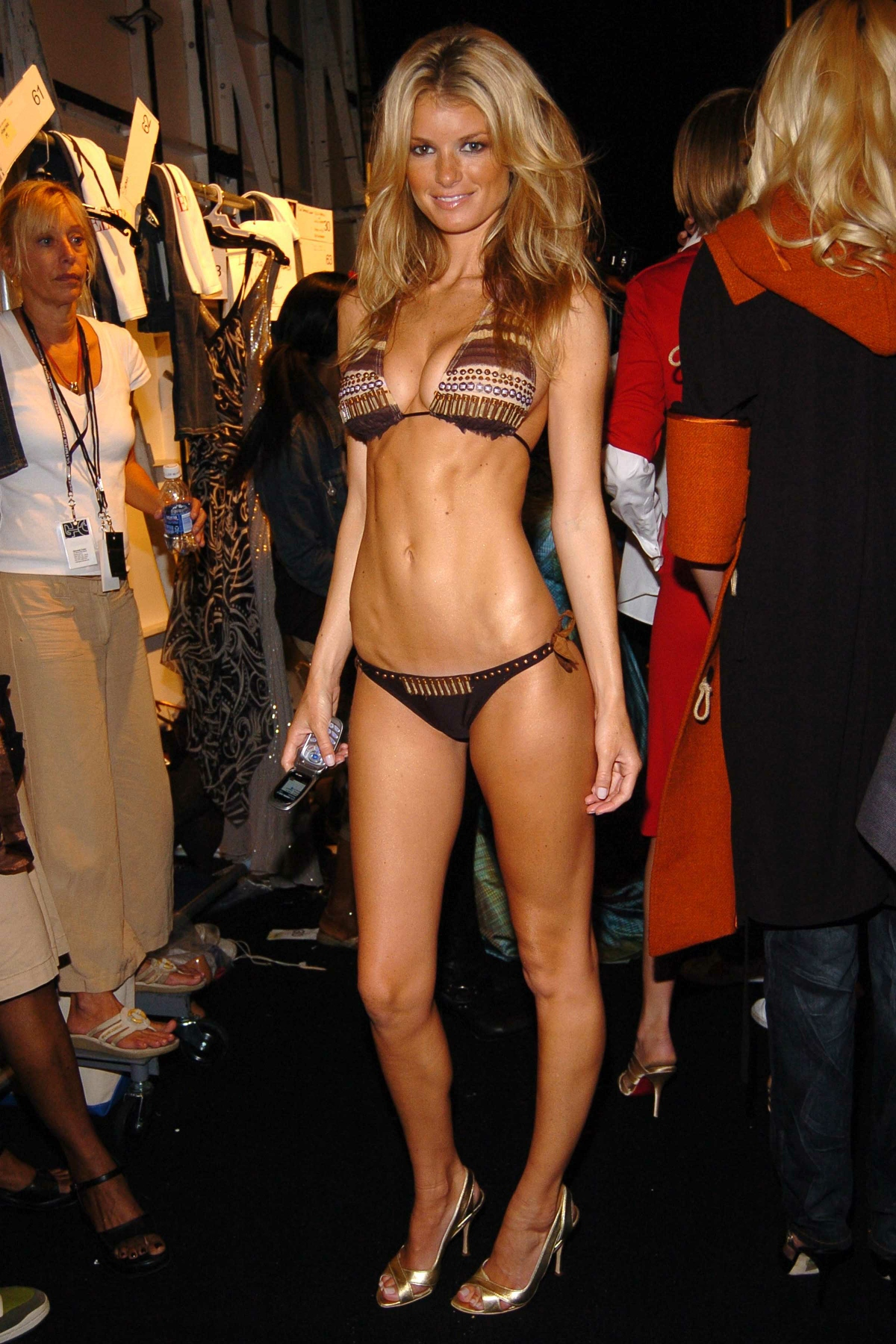
Marisa Miller in een bikini backstage
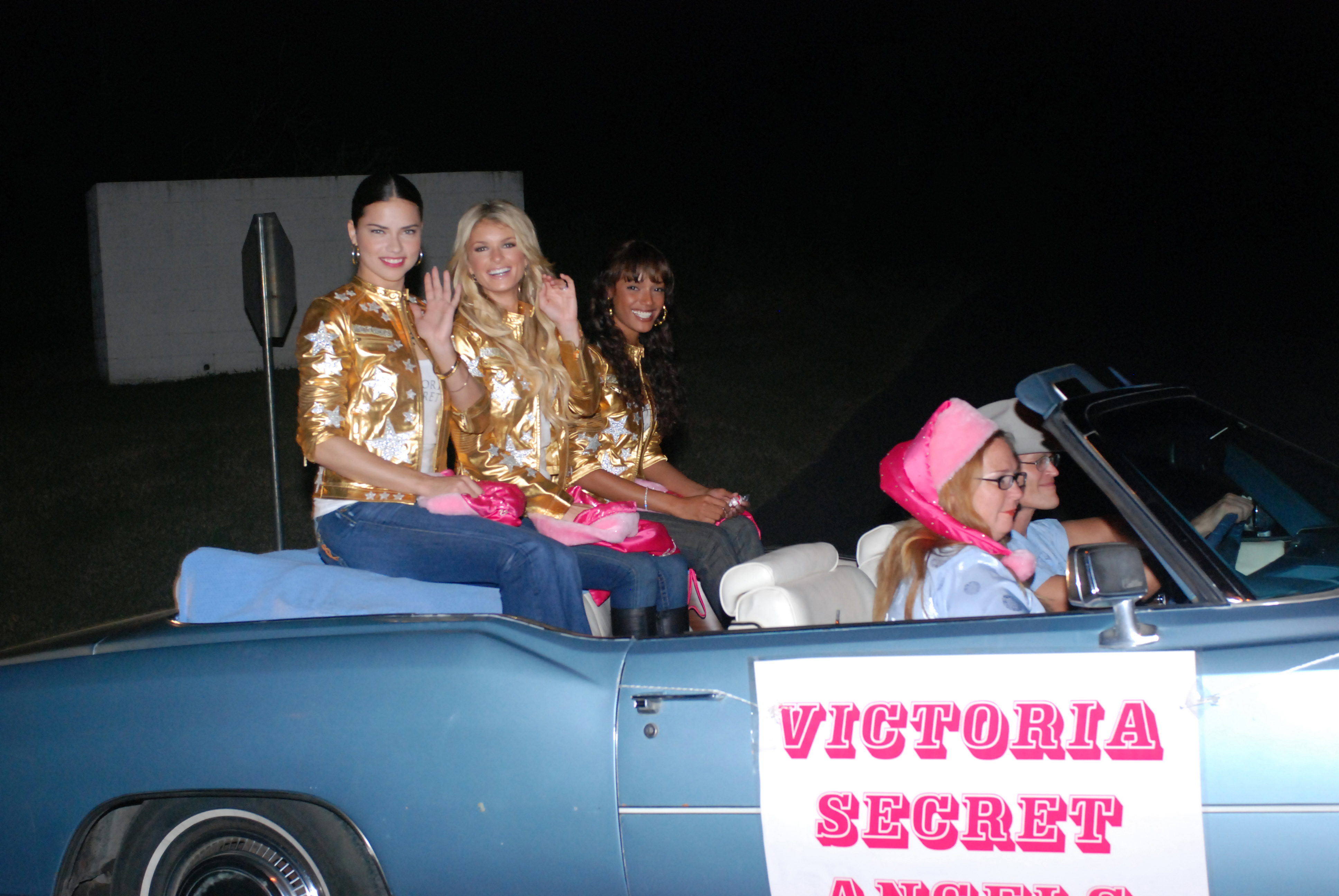
Van links naar rechts: Adriana Lima, Marisa Miller en Selita Ebanks